# Colonel Amirouche
 (juin 2023).
Amirouche Aït Hamouda (en kabyle : Ɛmiṛuc At Ḥemmuda, ⵄⵎⵉⵔⵓⵛ ⴰⵜ ⵃⵎⵎⵓⴷⴰ; en arabe : عميروش آيت حمودة), né le 31 octobre 1926 à Tassaft Ouguemoun en Algérie et mort au combat au sud de Boussada en Algérie le 28 mars 1959, souvent connu sous le nom de guerre de Colonel Amirouche, était un colonel de l'Armée de libération nationale (ALN) et chef de la wilaya III pendant la guerre d'indépendance de l'Algérie.
Il était surnommé par l'armée française « le loup de l'Akfadou », « Amirouche le terrible » ou encore le « lion du Djebel ».

## Biographie

### Enfance et formation
Il est né le 31 octobre 1926, à Tassaft Ouguemoun, une petite localité du Djurdjura. Orphelin, il est le fils d'Amirouche Aït Hamouda et de Fatima Aït Mendès Bent Ramdane. À la mort de son père, il hérite de son prénom, comme l’exige la tradition. Un an après sa naissance, sa mère veuve prend ses deux enfants, Boussad, l’aîné, et lui-même ; elle quitte le village de son époux pour rejoindre le hameau dont elle est originaire, Ighil Bwammas, à une encablure de là. La famille  des oncles maternels étant elle-même très pauvre, le jeune Amirouche devra apprendre de bonne heure à se rendre utile pour survivre et, le cas échéant, à aider sa mère et son frère, pourtant plus âgé que lui de trois ans. Dans la région, une coutume veut que les garçons dont les parents sont morts ou particulièrement indigents servent chez des familles plus aisées dans lesquelles ils sont nourris en échange d’une aide confinant à la servitude. Il arrive ainsi que des personnes passent leur vie dans une forme de servage perpétuel, sans autre garantie que celle de se voir accorder leur pitance quotidienne. Ce statut est dénommé « acrik », ce qui équivaut à celui du serf de l’Europe médiévale. C’est à ce sort qu’était destiné Amirouche Aït Hamouda dès sa prime enfance. Il réussit cependant à se faire scolariser tout en s’acquittant de ses nombreuses et pénibles tâches. Ces quelques années d’école sont déterminantes dans son existence : il y apprend à lire et à écrire et développe une capacité d’écoute, ce qui lui permettra de satisfaire son esprit curieux tout au long de sa vie.
Amirouche se marie, à Oued Fodda, avec sa cousine germaine. Son oncle-beau-père, plus riche que le reste de la famille, l'aide à monter un petit commerce de bijouterie à Relizane. C'est dans cette ville de l'Oranie qu'il retravaille et vend, entre autres pièces, les colliers, les bracelets et les bagues des Aït Yenni, dont la renommée artistique s'étend bien au-delà de la Kabylie. Cet artisan bien établi a un jeune garçon, Amrane Ait Hamouda, dit Nouredine, futur député du RCD.
Amirouche s'engage en politique. Il approuve le leader nationaliste de la ville, le Dr Ahmed Francis, qui dénonce - c'est l'époque du proconsulat de Marcel-Edmond Naegelen - les élections truquées. Les options qu'il prend sont cependant plus radicales que celles du responsable de l'UDMA. Non content d'adhérer au MTLD et de quitter Relizane pour aller s'employer, à Alger, comme permanent au siège de ce mouvement, place de Chartres, il entre à l'OS Lorsque la répression s'abat sur l'Organisation Spéciale du MTLD, en 1950 - 1951, Amirouche est incarcéré. Libéré, mais interdit de séjour à Alger, il retourne, à sa sortie de prison, à Relizane, mais il va clandestinement passer les dimanches dans la capitale. Bien qu'il soit fort anticommuniste, il va souvent rendre visite à des amis du journal du PCA Alger républicain. À cette époque, selon les sources, il semble s'être rapproché de l'Association des oulémas musulmans algériens,,,,. Il avait également, d'après son compagnon de guerre, le cheikh Tahar Ali Aldjet,,, le projet d'ouvrir des zawaya au sein de la Wilaya III dans le but de promouvoir l'arabe et l'islam dans la population mais également aux expatriés algériens. Il accordait par ailleurs, selon son autre compagnon de guerre, Salah Mekacher, une grande importance à la langue arabe. 

### De la bijouterie au maquis
Étant surveillé de près par les polices d'Alger et de Relizane, il décide de se rendre en France en 1951. Il demeure à Paris, 79 rue de l'Église, et est de permanence au siège central de l'Association des oulémas musulmans algériens à Saint-Denis. En 1952, son activisme lui vaut d'être arrêté à deux reprises par la police française : le 2 janvier pour avoir distribué des tracts intitulés « crimes nationalistes en Tunisie » et le 18 mai pour avoir participé à une manifestation du Mouvement pour le triomphe des libertés démocratiques (MTLD). Amirouche est en effet un membre actif de la section (kasma) du MTLD dans le 3e arrondissement, l'une des premières à adhérer à la Fédération de France du FLN après le début de la révolution algérienne. Dans la foulée de la Toussaint rouge, Amirouche rentre à Alger et y apprend que son père , tout comme d'autres notables de la région, s'est vu imposé pour un million de francs - « au hasard et injustement », proteste-t-il - par un leader local trop zélé du FLN. Il entre en contact avec le FLN de la région des Ouacifs, règle à l'amiable cette affaire et rejoint le groupe armé FLN le plus proche.

### Amirouche numéro 2 de la wilaya III
Amirouche arrive à la wilaya III un moment crucial, puisque le chef du maquis de la zone de Michelet, Amar Ait Chikh, vient d'être tué dans un accrochage avec une unité française. Il se trouve ensuite rapidement à la tête de huit cents hommes et devient le numéro 2 de la wilaya III (Kabylie).
Il devient, selon son biographe Saïd Sadi, la bête noire de la France, qui mobilise vainement, pour en venir à bout, près de 11 000 hommes, auxquels s’ajoutent les unités locales, 8 généraux et 27 colonels lors de l’opération Brumaire en 1958.
Il est surnommé par l'armée française « le loup de l'Akfadou »,,,,,,, « Amirouche le terrible », ou encore le « lion du Djebel ».
L'image du colonel Amirouche est cependant loin de faire l'unanimité en Algérie. Il est notamment fortement critiqué pour les purges sanglantes qui se déroulent dans la wilaya III durant l'opération bleuite et qui affaibliront durablement celle-ci.

Il est trahi par certains de ses camarades et tombe dans une embuscade tendue par l'armée française le 28 mars 1959, en compagnie de Si El Haouès.

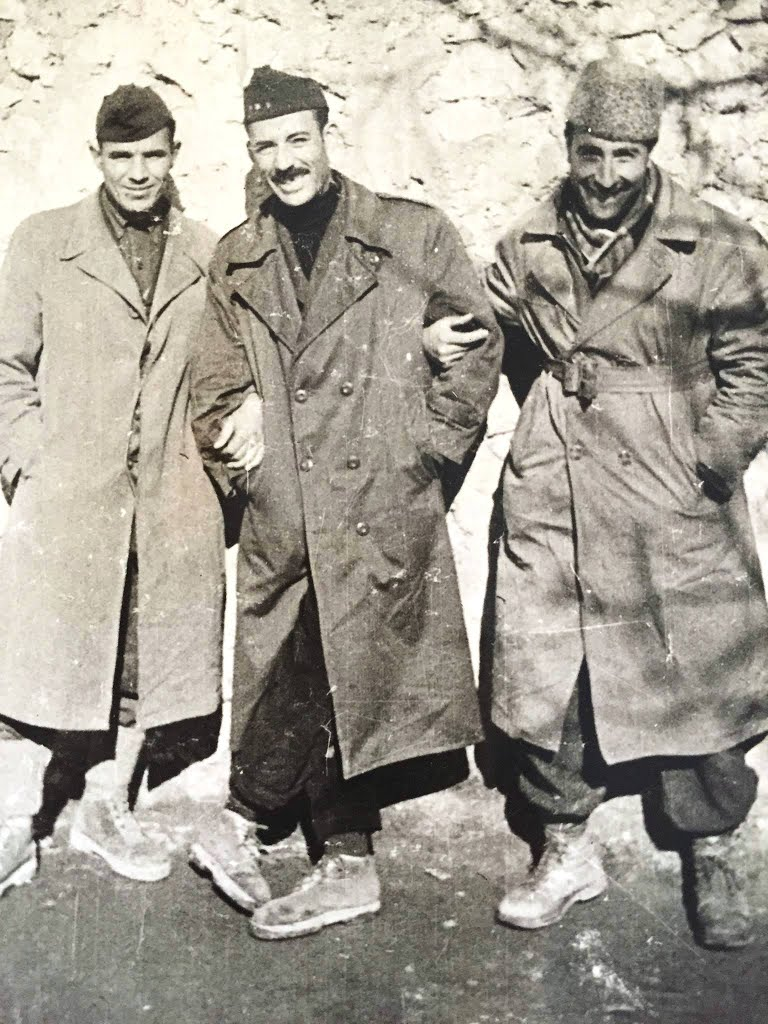
Le colonel Mohamed Lamouri à gauche, le colonel Amirouche Ait Hammouda au centre et le major Ali El N'mr à droite en 1956.

Krim Belkacem saisit le jeune chef d'une proposition précise, et qui est acceptée d'enthousiasme : Amirouche quittera sa « région d'origine » des Ouacifs, où il ne serait pas prudent de séjourner plus longtemps, et il deviendra le responsable FLN de toute la vallée de la Soummam, de El Kseur à Bouira. Son rôle sera d'implanter de nouveaux maquis dans cette zone, et d'établir, via Bouira, une liaison avec la wilaya II (Constantinois) dont la Wilaya III (Kabylie) est coupée.
Un mois plus tard, des groupes de choc FLN bien organisés opèrent dans la vallée de la Soummam et Amirouche a noué, par courriers spéciaux, un contact avec les chefs des wilayas voisines. La direction du FLN constate qu'elle peut avoir, pour la première fois, une vision globale de l'action de l'ALN dans toute l'Algérie.
En mai-juin 1955, les opérations de l'armée française prennent, cependant, une telle ampleur que toutes les communications des wilayas sont à nouveau interrompues, y compris celle d'Amirouche avec la wilaya II. Néanmoins, ce dernier a remporté une victoire en écrasant, après un combat, le maquis MNA de Bellounis, qui était la plus grosse épine plantée au cœur de l'organisation FLN de Kabylie.
Amirouche, qui établit son quartier général à l'est du Djurdjura, dans la région des Bibans, s'est hissé au rang de principal adjoint de Krim Belkacem. Ce dernier le charge alors d'assurer la sécurité de la tenue du Congrès de La Soummam le 20 août 1956, concentrant dans la zone de l'endroit où devait avoir lieu la rencontre plusieurs centaines d'hommes tout en mettant au point une diversion pour attirer les forces d'occupation dans une autre partie de la Kabylie.

#### Des «maquis modèles»
La réputation d'Amirouche est telle que les volontaires affluent dans ses groupes armés, dans ses maquis qu'Abane appellera un jour, au cours d'une réunion de direction du FLN, les « maquis modèles ». En juin 1955, le chef kabyle se trouve à la tête de 800 soldats constitués en unités homogènes dont la plus petite est le détachement de onze hommes. Bien armés, tous ces combattants sont aussi bien habillés grâce aux collectes d'argent que les percepteurs d'Amirouche effectuent dans différentes localités de Kabylie, surtout entre le 20 et le 30 de chaque mois, lorsque les travailleurs partis pour la France « l'exil au front », selon la formule de Si Muhand U M'hand, envoient leur mandat postal au pays natal. Les malades et les blessés sont soignés dans un service de santé qui fonctionne avec la collaboration secrète des médecins d'Alger[réf. nécessaire].
La « guerre psychologique » est menée par Amirouche avec le même dynamisme que la « guerre des fusils. » Quand les autres zones de la Wilaya III tirent leurs tracts à 150 exemplaires, celle d'Amirouche tire les siens à 1 500 exemplaires. Krim Belkacem disait que le jeune homme, qu'il avait recruté six mois plus tôt, était devenu le meilleur de ses lieutenants[réf. nécessaire]. C'est en grande partie grâce aux combattants d'Amirouche que le chef de la Wilaya III soutient honorablement, en juillet[C'est-à-dire ?], le choc de la « division de fer » du général Beaufre, beaucoup plus offensive que les unités françaises précédemment engagées sur le terrain.
Lors du départ de Saïd Mohammedi, le conseil de la Wilaya le désigne comme successeur, fonction qu'il refusera pour appliquer la règle établie par l'ALN qui exige que le poste revienne à l'officier le plus ancien dans le grade, en l'occurrence Saïd Yazouren dit Vrirouche. Ce dernier, envoyé à Tunis, sera maintenu à son poste pour permettre la désignation d'Amirouche au grade de colonel.
Durant l'été 1957, il fut nommé au grade de colonel de la Wilaya III après que Krim Belkacem et Saïd Mohammedi eurent rejoint le Comité de coordination et d'exécution (CCE).

### Épisode de la «bleuite»

#### Complot «contre-révolutionnaire»

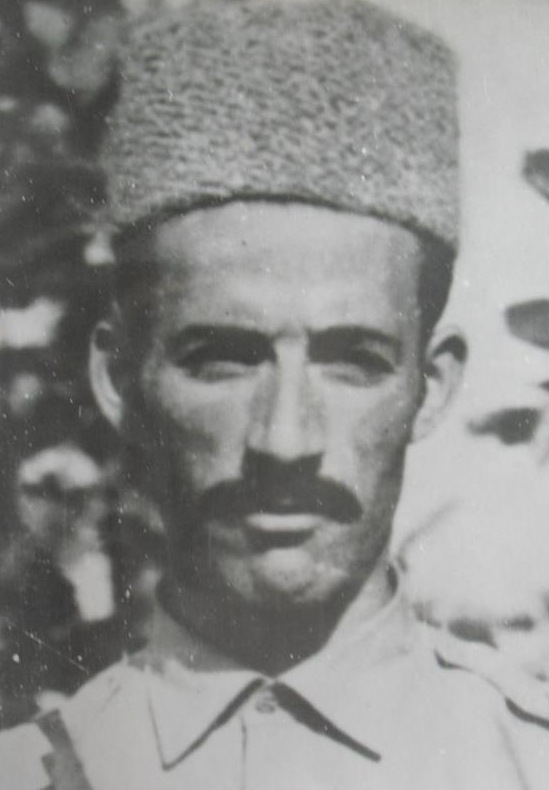
Le Colonel Amirouch.

En 1958-1959, une opération d'infiltration et d'intoxication à grande échelle, connue sous le nom de « bleuite », et montée par les services secrets français, atteint ses objectifs et entraîne des purges internes extrêmement meurtrières au sein de la Wilaya III. Ces purges touchent en plus grande partie des militants FLN fidèles considérés comme traîtres.
L'intoxication consistant à faire croire que certains des chefs FLN travaillaient pour l'armée française réussit. Le capitaine Ahcène Mahiouz (surnommé Hacène la torture), chef de la zone 4 de la Wilaya III développe un processus infernal : arrestations, tortures, aveux forcés, dénonciations, liquidations, nouvelles arrestations. Amirouche ne met pas  un terme à ce massacre et soutient son capitaine étant lui-même persuadé du complot. Il adresse ainsi une circulaire aux autres chefs des wilayas : 

« J'ai découvert des complots dans ma zone, mais il y a des ramifications dans toutes les wilayas. Il faut prendre des mesures et vous amputer de tous ces membres gangrenés, sans quoi, nous crèverons! 
J'ai le devoir de vous informer en priant Dieu pour que ce message vous parvienne à temps, de la découverte en notre wilaya d'un vaste complot ourdi depuis des longs mois par les services français (Godard et Léger) contre la révolution algérienne. Grâce à Dieu, tout danger est maintenant écarté, car nous avons agi très rapidement et énergiquement. Dès les premiers indices, des mesures draconiennes étaient prises en même temps : arrêt du recrutement et contrôle des personnes déjà recrutées, arrestation des goumiers et soldats « ayant déserté », arrestation de tous les djounoud (soldats) originaires d'Alger, arrestation de tous les suspects, de toutes les personnes dénoncées de quelque grade qu'elles soient, et interrogatoire énergique de ceux dont la situation ne paraissait pas très régulière, le réseau tissé dans notre wilaya vient d'être mis pratiquement hors d'état de nuire après une enquête d'autant plus ardue que ses chefs étaient en apparence au-dessus de tout soupçon. »

Les arrestations, les dénonciations se multiplient en quelques semaines. Amirouche se sent renforcé dans son espionnite. Cette vague d'épuration coûtera la vie à environ deux à six mille cadres et militants FLN[réf. nécessaire]. Amirouche précise que les délateurs sont surtout des personnes instruites, intellectuels, étudiants, collégiens, médecins et enseignants. La wilaya crispée par la méfiance se replie sur elle-même.
Cette opération causa plus de pertes à l'ALN que les combats eux-mêmes, et provoqua le ralliement de nombreux combattants affolés à l'armée française, seul moyen de sauver leur vie face aux soupçons de trahison. Le principe du cloisonnement dans l'ALN et le devoir de réserve des principaux concernés aggravent la situation.

#### Lettre ouverte au colonel Godard
Par une lettre ouverte au colonel Godard, le colonel Amirouche s'adresse à lui pour lui faire savoir qu'il a découvert le prétendu complot. Cette lettre, intéressante à plus d'un titre, témoigne inopinément du respect que les officiers de l'ALN ressentent pour un officier français. L'idée qu'ils ont de l'honneur d'un officier français est telle qu'Amirouche est scandalisé par le rôle joué par Godard, qu'il croit l'artisan du prétendu complot contre-révolutionnaire : 

« Au lieu d'aller combattre loyalement les vrais Moudjahidines, vous, Godard, qui prétendez être officier..., vous avez préféré travailler dans l'ombre ... oui, colonel Godard, vous étiez né, élevé et grandi dans l'amour patriotique d'une nation civilisée et même civilisatrice, vous étiez destiné à jouer un rôle toujours grandissant dans l'armée en exposant votre vie, vos poitrines aux balles des Allemands, ou de toute autre nation, égale tout au moins à la vôtre, qui vous déclarerait la guerre. Jusqu'au jour où vous avez rejoint l'armée colonialiste, je n'ai rien à vous reprocher étant donné votre zèle et votre amour pour votre pays en le servant dans l'honneur et la gloire, et par tous les moyens appropriés ... Vous venez de ravaler votre honneur à celui d'un simple mouchard au service d'une poignée de colonialistes. »

Amirouche lui-même aurait déclaré que 20 % des exécutés étaient innocents, mais il se serait défendu en ces termes : « La révolution ne commet pas d’injustices, elle fait des erreurs. Pour éliminer la gangrène, il faut couper jusqu’à la chair fraîche. En tuant les deux tiers des Algériens, ce serait un beau résultat si l’on savait que l’autre tiers vivrait libre. ».

### Amirouche contre ceux de «l'extérieur»

#### Réunion inter-wilayas
À la fin de l'année 1958, la situation des wilayas est désastreuse. La révolte gronde à cause du manque d'approvisionnement en armes, munitions et argent pour la continuation du combat dans les maquis. Amirouche veut établir avec les chefs de wilaya une unité d'action à l'égard de l'extérieur. Une grande réunion se tint en wilaya II en pleine montagne au centre d'un triangle Taher-Mila-El Milia, du 6 au 13 décembre 1958. Elle marque le premier désaccord entre les maquis de l'intérieur et la direction de la révolution qui est à l'extérieur. Amirouche comptait sur cette assemblée extraordinaire (la première depuis le congrès de la Soummam à se tenir en Algérie) pour rétablir le principe de primauté de l'intérieur sur l'extérieur. Il voulait prouver aux « révolutionnaires de palace », « responsables embourgeoisés de Tunis et du Caire » que ceux qui se battent dans les maquis devaient avoir une place prépondérante dans la direction de la révolution. Après avoir rencontré Si M'hamed et l'avoir convaincu de l'importance de cette conférence, Amirouche, le plus décidé des chefs de wilaya, se livre à un véritable travail de propagande anti-GPRA. Exploitant un sentiment d'amertume général, il démontre aux autres chefs à quel point le GPRA, qui devait être le « prolongement » de l'intérieur à l'extérieur, les abandonnait.
Sentant que son sentiment était partagé par les chefs de wilaya présents, Amirouche poussa son avantage. II était impossible que le GPRA soit le leader de la révolution puisqu'à la Soummam on avait défini la primauté de l'intérieur sur l'extérieur. Le GPRA n'était donc constitué que par des « émissaires » des maquis.  
Autour d'Amirouche, Si M'hamed (wilaya IV), Si El Haouès (wilaya VI), Hadj Lakhdar (wilaya I). Manquaient à l'appel les chefs des wilayas II et V, (le Constantinois et l'Oranais). Avec eux, Amirouche, qui tentait de regrouper autour de son nom le mécontentement des chefs de l'intérieur, avait essuyé deux échecs. Ali Kafi, le chef de la II, l'avait néanmoins reçu, entouré de Lamine Khene, nouveau secrétaire d'État du GPRA, et de Çaout EI·Arab qui allait devenir son successeur. Lakhdar Bentobal, au sein du GPRA, avait gardé une telle autorité sur ses hommes restés à l'intérieur que ceux-ci malgré leur amertume et leurs difficultés ne pouvaient imaginer que leur ex-patron les laissât tomber[réf. nécessaire]. Si le GPRA. ne les aidait pas plus c'est qu'il y avait des difficultés qui les dépassaient. Ali Kafi avait refusé de participer à la réunion. De même, à l'ouest, Boussouf le bras droit de Boumediene et patron du redoutable service de renseignement de l'ALN le MALG, gardait la haute main sur ses hommes. En outre, Boumediene, qui était l'homme fort de la wilaya V et de l'état-major général de l'ouest (et futur chef du clan d'Oujda), donnait beaucoup plus d'importance à l'avenir qu'aux « querelles » d'Amirouche et n'entendait pas s'élever contre le GPRA sous la bannière d'Amirouche. Lorsqu'il le jugera utile, un an plus tard, il sera chef d'état-major général et c'est lui seul, Houari Boumediene, qui décidera d'ouvrir les hostilités entre l'état-major et le GPRA.
C'était une véritable déclaration de guerre contre le GPRA. Amirouche menait la tête d'un mouvement de révolte contre l'autorité centrale.

### Dernier voyage du colonel Amirouche

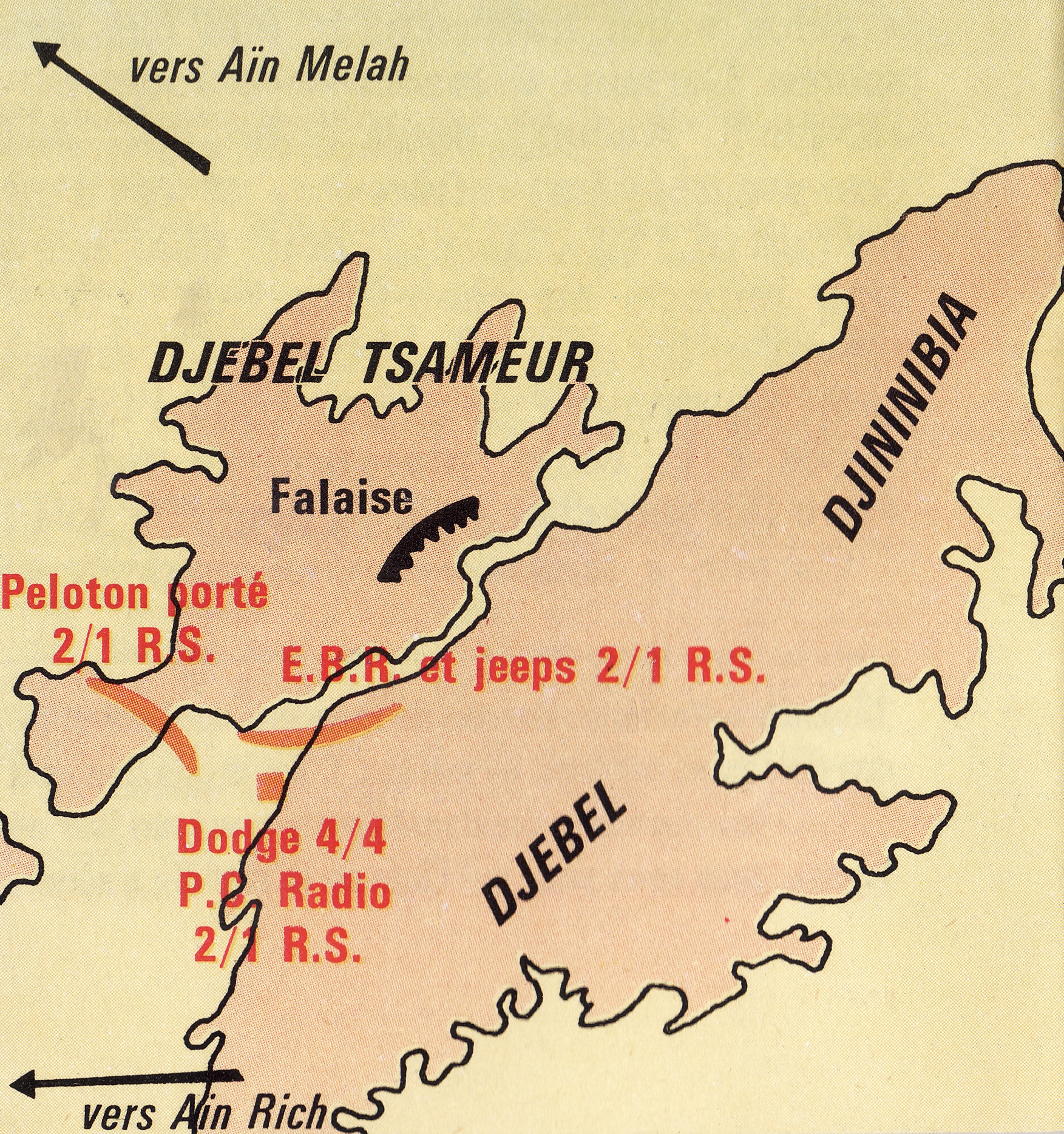
Carte de la bataille de Djebel Tsameur au sud de Boussada Le colonel Amirouche y trouvera la mort en mars 1959.

#### Mort
Amirouche, qui voulait se présenter à Tunis pour rencontrer le GPRA, le 6 mars 1959, se met en route, entraînant avec lui Si El Haouès, escortés par le commandant Amor Driss et accompagnés par 40 djounouds. Le parcours de son P.C. de l'Akfadou à Tunis est une expédition d'une durée illimitée et d'un danger permanent. Ils sortent de Kabylie et passent vers le sud, entre Djelfa et Boussada, avant de rejoindre la frontière tunisienne. 
Le colonel Ducasse du 6e RPlMa, informé de l'itinéraire et des horaires, décide de leur tendre une embuscade entre le djebel Tsameur et le djebel Djininibia, à 75 kilomètres au sud de Boussada. Les quarante hommes de l'escorte résistent avec courage aux attaques de nombreux soldats français qui les encerclent. Amirouche et ses hommes se cachent dans des grottes des falaises et il est impossible de s'approcher. Il faut faire venir la Légion, le 2e escadron du 1er régiment de spahis, et un régiment d'infanterie en renfort.
L'aviation et les canons des EBR Panhard pilonnent les grottes. Après un combat violent et inégal (40 djounoud contre 2 500 soldats français), on dénombre cinq prisonniers et trente-cinq tués algériens. Parmi les cadavres se trouvent ceux du colonel Amirouche et de Si El Haouès, son compagnon Abderrazak Hamouda et une quarantaine d’hommes.
La fouille des documents trouvés confirment que c'est bien Amirouche. Mademba Sy et Bernard Bole du Chaumont trouvent même un million et demi en billets, somme qui trouvera place dans la caisse noire du régiment. Ducasse ne veut croire que ce qu'il voit avant de transmettre la nouvelle à Alger.
L'examen des documents trouvés dans les musettes révéla un certain état d'esprit régnant dans les wilayas, fortement éprouvées par les opérations successives, sans avoir d'aide, ni soutien de la part des états-majors de l'ALN. Amirouche incitait le GPRA, à Tunis, à lancer des séries d'opérations en France, avec le soutien et la complicité des « porteurs de valises ». Enfin, dans une poche d'Amirouche, Bernard Bole du Chaumont trouve, liées ensemble comme des lettres d'amour, les lettres remises par le colonel Godard et le capitaine Léger aux messagers qu'ils envoyaient sur les sentiers de la wilaya III à de prétendus correspondants. Ces lettres constituaient pour Amirouche la justification de ses purges. Pour ceux qui les compulsèrent, elles prouvèrent qu'il s'était lui-même enfermé dans le piège dans lequel il était tombé et que la « bleuite » affligerait désormais sans répit les wilayas.
Un hélicoptère Sikorsky H-34 se pose en fin d'après-midi, pour ramasser les corps « importants » d'Amirouche et de Si El Haouès, qui sont présentés à la presse. Ait Hammouda, cousin d'Amirouche, ramené de Tassaft, identifiera avec certitude le corps du colonel Amirouche, devant les journalistes.
L'armée fera embaumer les corps. De nombreux officiers et soldats se feront photographier devant les dépouilles par les journalistes accourus. En hâte, l'armée fera imprimer des milliers de tracts que des avions répandront sur les maquis de toutes les wilayas : « Le chef de la wilaya III, Amirouche, le chef de la wilaya VI, Si El Haouès, sont morts. Quittez ceux qui vous conduisent à une mort inutile et absurde. Ralliez-vous ! Vous retrouverez la paix ! » 
À Tunis, le GPRA déclara qu'il n'avait pas confirmation de la mort du colonel Amirouche et de Si Haouès, ajoutant que « cela ferait deux morts glorieux de plus que compterait notre cause, mais n'entamerait pas la ferme résolution de nos combattants pour qui l'idéal reste le même. »

### Dépouille du colonel Amirouche

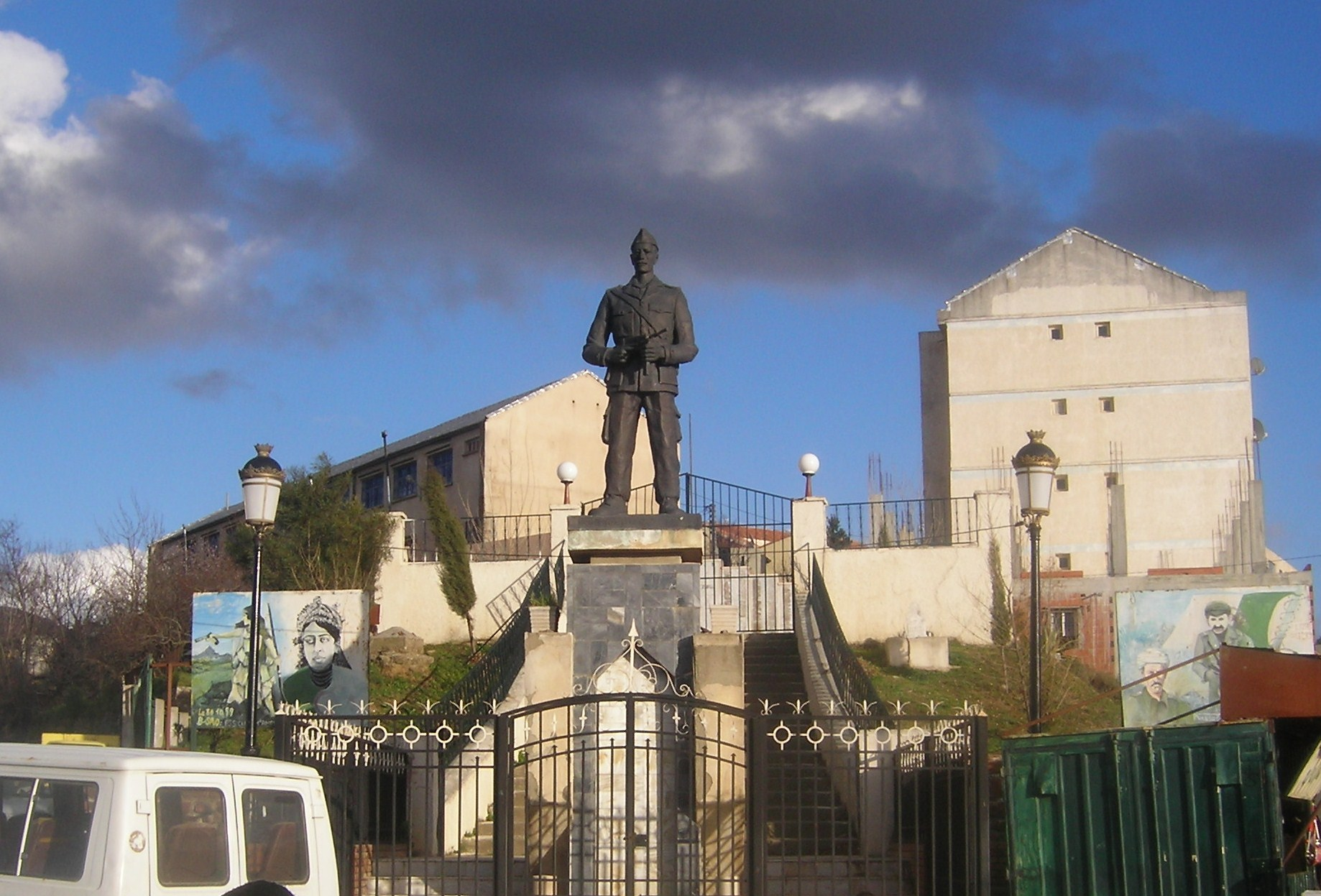
Statue de Amirouche à Asqif-n-Tmana faite par Bâaziz Hammache.

Les dépouilles du colonel et de son compagnon Si El Haouès furent déterrées et stockées dans une caserne à Alger,,. Une enquête est ouverte par le président Chadli en 1981. L'investigation a permis de retrouver leurs corps qui seront récupérées par son fils et de les enterrer au cimetière d'El Alia,.
Le pays commémorera, 25 ans après, leur disparition, et donnera le nom d'Amirouche à un boulevard d'Alger. L'image du colonel Amirouche est néanmoins loin de faire l'unanimité en Algérie. Il est notamment fortement critiqué pour les purges sanglantes, les exécutions d'innocents et la liberté d'action laissée à Ahcène Mahiouz durant l'opération de la bleuite, qui affaibliront durablement la wilaya III.

## Décorations
- Ahid de l'ordre du Mérite national d'Algérie.

### Témoignages
- René Rouby Otage d'Amirouche - Témoigner pour le Souvenir 114 jours dans les maquis de grande Kabylie pendant la guerre d'Algérie, éd. Lavauzelle, 2008 (3e éd.)